# Малышевка (Алтайский край)
Малышевка — упразднённое село в Немецком национальном районе Алтайского края. Точная дата ликвидации не установлена, население переселено в село Дегтярка.

## География
Село располагалось в 7 км к северо-востоку от села Дегтярка.

## История
Основано в 1907 году, немцами переселенцами из Причерноморья. До 1917 года менонитское село Ново-Романовской волости Барнаульского уезда Томской губернии. После революции в составе Маленьковского сельсовета. В 1931 г. организован колхоз «Заря Труда». Жители переселены в село Дегтярка.

## Население[1]
| год     | 1911 | 1926 |
| ------- | ---- | ---- |
| человек | 246  | 211  |